# Золотое озеро (Ашхабад)
Золотое озеро (туркм. Altyn köl; Куртлинское водохранилище) — искусственный водоём в Туркменистане. Расположено в 9 км к северу от Ашхабада. Ранее, до 2020 года называлось Гуртлынское озеро или Куртлинское озеро. На берегу озера сформирована крупная зона отдыха.

## История
Куртлинское водохранилище создано в 1962 году. Проектировщики и строители Каракумского канала решили наполнить водой впадину Куртлы на кромке пустыни Каракумы. Оно питалось водами Амударьи.
В первые годы своего существования водохранилище стало притягивать местных жителей. Здесь возник городской пляж, лодочная станция, ведомственные дома отдыха и дачи.
В 1970—1980 годах Куртлинское озеро являлась популярным местом пляжного отдыха для жителей Ашхабада.
О создании новой инфраструктуры отдыха на берегу озера было впервые упомянуто в 2010 году.
В 2013 году при расширении границ Ашхабада, в него вошла территория Гуртлынского озера.
В мае 2020 года Президент Туркменистана поручил создать около озера современную зону отдыха. 15 июня 2020 года Гуртлынское озеро было официально переименовано в Золотое (туркм. Altyn köl).
15 июня 2020 года на берегу этого озера был торжественно открыт первый комплекс объектов досуговой инфраструктуры.
В феврале 2021 года Президент Туркменистана подписал Постановление, в соответствии с которым в 2021—2024 годах на берегу Золотого озера будет построена зона отдыха.

## Параметры
Искусственное водохранилище являющееся наливным, занимает площадь 11 квадратных километров и вмещает 49,5 миллионов кубометров воды.

## Транспорт
На территории зоны отдыха действуют два пропускных пункта.
Зона отдыха связана с Ашхабадом тремя автобусными маршрутами.